# Karl Ranz
Karl Ranz (* 5. Dezember 1931; † 8. April 2019) war von 1987 bis 1992 Oberstadtdirektor der nordrhein-westfälischen Landeshauptstadt Düsseldorf.
Ranz war Mitglied der SPD. Bevor er zum Oberstadtdirektor ernannt wurde, war er Sozialdezernent in Düsseldorf (1978 bis 1987) und gehörte in den Jahren 1964 bis 1977 dem Rat der Stadt an.
Als Dezernent und später als Oberstadtdirektor war er maßgeblich an dem Konflikt der Stadtverwaltung mit Hausbesetzern, insbesondere auch den Bewohnern der Kiefernstraße, beteiligt. Am 12. Juli 1992 trat Ranz aus Gesundheitsgründen zurück. Er verließ aus Protest gegen einen Rechtsradikalen seinen Reiterverein.

## Ehrungen
Ranz wurde mit dem Ehrenring des Rates, dem Verdienstkreuz am Bande und dem Verdienstkreuz 1. Klasse des Verdienstordens der Bundesrepublik Deutschland ausgezeichnet.